# منطقة تيروتشيرابالي
تيروشيربالي رمزها «TC» (بالإنجليزية: Tiruchirappalli)‏ ، هو تقسيم إداري لدولة الهند تتبع ولاية تاميل نادو (بالإنجليزية: Tamil  Nadu)‏ ، مركزها هو مدينة تيريوشيراببالي (بالإنجليزية: Tiruchirappalli)‏ عدد سكانها حسب تعداد سنة 2001 هو 2,388,831 ، مساحتها 4,407 كم² وكثافة السكان 542 لكل كم² .